# Lusura megalops
Lusura megalops är en fjärilsart som beskrevs av Jan Sepp 1848. Lusura megalops ingår i släktet Lusura och familjen tandspinnare. Inga underarter finns listade i Catalogue of Life.